# HERO/Sweet Jewel
《HERO/Sweet Jewel》是Fairies的第2張雙A面單曲，於2011年12月21日由SONIC GROOVE發售。

## 概要
CD+DVD的組合和CD只有2種。

## 收錄曲
1. HERO （3:01）
  - 作詞：Miho Karasawa、作曲：Damon Sharpe・Eric Sanicola・Jenilee Reyes・Julia Keenan・Teresa Castillo・Pine Rose
2. Sweet Jewel （4:42）
  - 作詞・作曲：Hiromasa Ijichi、編曲：Pine Rose
3. HERO（Instrumental）
4. Sweet Jewel（Instrumental）

## 外部連結
- Fairiesディスコグラフィ（页面存档备份，存于）